# Faido
Faido is een plaats eb gemeente in het Zwitserse kanton Ticino, en maakt deel uit van het district Leventina.
Faido telt 2026 inwoners.

## Geschiedenis
In 29 januari 2006 werden de gemeenten Calonico, Chiggiogna en Rossura in de gemeente opgenomen. Op 1 april 2012 werden ook de gemeenten Anzonico, Calpiogna, Campello, Cavagnago, Chironico, Mairengo en Osco ook in de gemeente opgenomen. Op 10 april ging ook de gemeente Sobrio op in de gemeente Faido.

## Geboren
- Bruno Giussani (1964), schrijver, journalist en zakenman
- Deborah Scanzio (1986), Zwitsers-Italiaans freestyleskiester